# タヴク・ギョウスュ
- タウク・ギョウスュ
- タヴク・ギョウス
- タヴック・ギョウスュ

タヴク・ギョウスュ（トルコ語: tavuk göğsü、発音: [taˈvuk ɟøːˈsy](IPA)、鶏むね肉の意）は、細かく引き裂いた鶏むね肉を使ったトルコのミルクプリンである。かつてはオスマン帝国のスルターンたちにトプカプ宮殿で提供されていた珍味で、現在ではトルコで広く知られる有名なデザートとなっている。
長い間、この鶏肉入りプリンは、古代ローマのレシピ集『アピキウス』に起源を持つと信じられており、その後、東ローマ帝国（ビザンチン帝国）を経て、オスマン帝国に伝わったとされていた。しかしながら、現存する『アピキウス』の写本にはそのようなレシピは含まれていない。一方よく似たアラブ料理が10世紀存在していた。ローマ起源説を裏付ける証拠が欠如していることから、タヴク・ギョウスュがトルコ料理に取り入れられたのはアラブ圏からである可能性が高いと考えられている。
伝統的なレシピでは、白身の鶏むね肉が使用される。肉は茹でて、非常に細かい繊維状にほぐすか滑らかになるまで叩いて柔らかくする。その肉に、牛乳、砂糖、砕いた米、その他のとろみ成分、そしてしばしばシナモンのような風味が混ぜ合わされる。出来上がりは、厚みのあるプリン状になり、しばし見た目よく形成される。
この料理は、中世ヨーロッパの上流階級の料理として一般的だった「白い料理（ブランマンジェ）」と非常によく似ており、『カンタベリー物語』にも言及されている（ただし、ブランマンジェはそれ以降近代ヨーロッパやラテンアメリカではまったく異なる形に変化している）。
日本語ではそれぞれトルコ語発音と英語発音をもとにしたもの、さらには両方が混じったものが混在し、かなり表記揺れが見られ、タウックギョース、タヴク・ギョウス、タヴュク・ゴーシュス、タウク・ギョウスなどと表記される。

## 関連料理
- カザンディビ - タヴク・ギョウスュの表面を釜で香ばしく焦がした派生料理
- ムハッレビ
- トルコ料理